# Maschera respiratoria

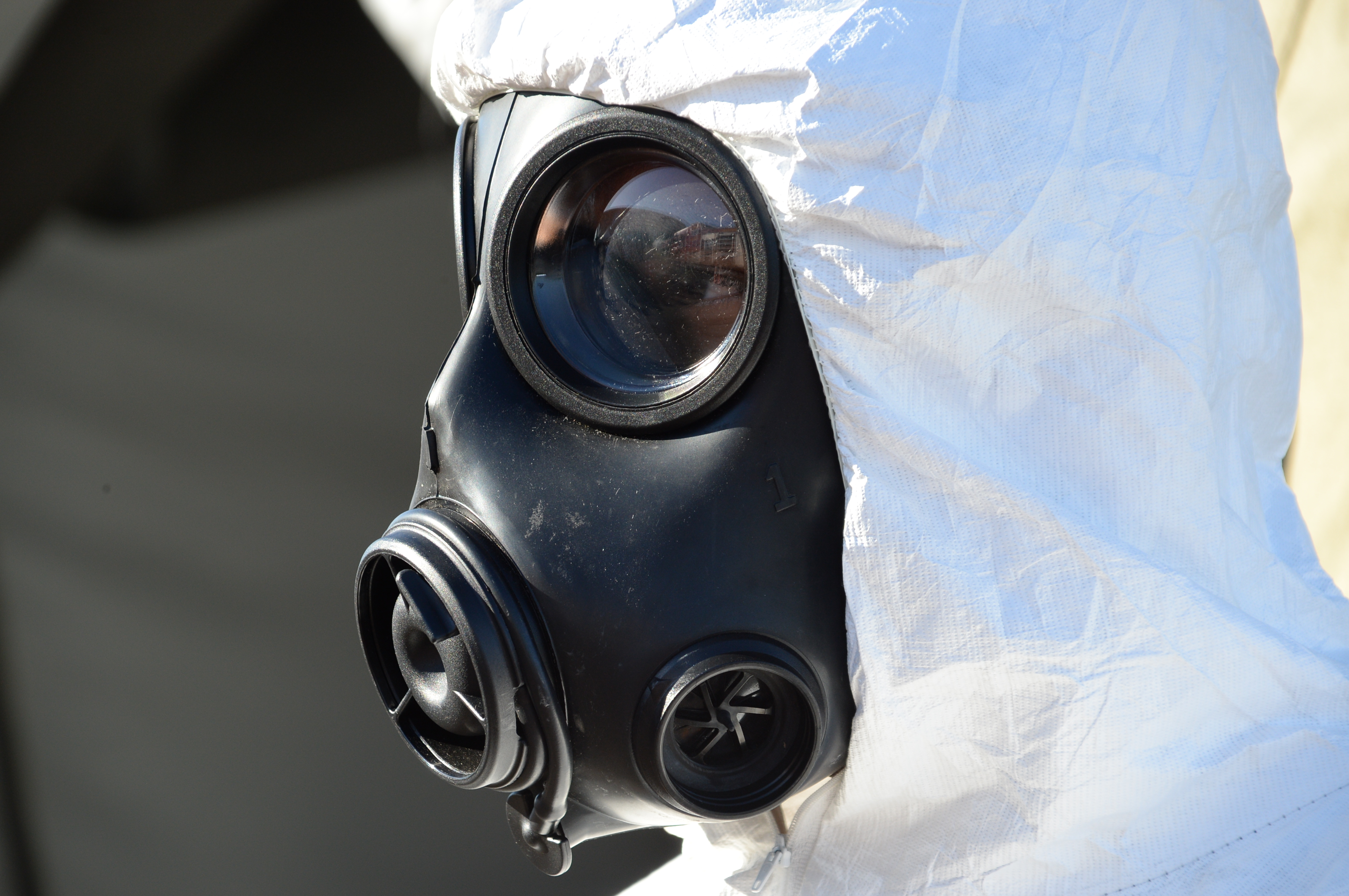
Un operatore sanitario con indosso una maschera respiratoria

Una maschera respiratoria, o maschera di protezione respiratoria o semplicemente respiratore, è una maschera protettiva utilizzata per proteggere l'apparato respiratorio dall'inalazione di particelle ambientali: polveri sottili e microrganismi presenti nell'aria, fumi, vapori e gas pericolosi. È utile quando si eseguono lavori in luoghi in cui le condizioni di lavoro espongono a fattori ambientali pericolosi come polveri, solventi, gas, agenti contaminanti e batteri.
Rientra nella categoria dei dispositivi di protezione individuale (DPI). Ne esistono diversi tipi che devono essere scelti in base ai rischi che si corrono ed all'ambiente di lavoro. A seconda del tipo, un respiratore può avere una funzione specifica o combinare diverse funzioni. Un respiratore deve essere scelto in base alla natura dei contaminanti presenti nell'ambiente di lavoro e al suo livello di protezione.
Esistono due categorie principali: il purificatore d'aria, che fornisce aria respirabile filtrando l'atmosfera contaminata, e il respiratore ad aria, in cui viene erogata aria respirabile. Ogni tipo utilizza diverse tecniche per ridurre o eliminare i contaminanti nocivi presenti nell'aria.
I purificatori d'aria sono maschere a ventilazione libera che filtrano l’aria che passa; la respirazione avviene interamente attraverso gli sforzi della persona che lo indossa. Nei respiratori ad aria la ventilazione assistita filtra i contaminanti ambientali e un sistema motorizzato aiuta a respirare erogando l'aria pulita.

## Tipi e struttura
I respiratori a purificazione d'aria variano da maschere monouso relativamente economiche, a volte indicate come "mascherina" o "maschera antipolvere", a modelli riutilizzabili con cartucce sostituibili, più robusti, che coprono l'intero volto, spesso chiamati maschera antigas.
Le maschere facciali monouso si possono utilizzare quando il tasso di ossigeno ambientale è superiore al 17%, quando si conosce l'agente contaminante e quando l’odore del contaminante è rilevabile.
Una semimaschera di protezione ricopre il naso, la bocca e il mento ed è mantenuta in posizione tramite cinghie regolabili che passano intorno alla testa; è costituita da valvole e raccordi per il fissaggio dei filtri o per l’apporto d’aria. Le cartucce filtranti possono essere sostituite e sono posizionate ai lati o davanti. Questo tipo garantisce una protezione delle vie respiratorie senza compromettere il campo visivo. Non sono monouso e sono utilizzati per proteggere da aerosol e da alcuni gas. Le cartucce devono essere scelte in base al tipo o ai tipi di filtrazione richiesta.
La maschera di protezione completa (o maschera facciale, maschera integrale, maschera antigas) è utilizzata in caso di rischi anche per gli occhi: essa ricopre gli occhi, il naso, la bocca e il mento. È costituita da una guarnizione flessibile, un oculare, delle valvole espiratorie e inspiratorie e da un raccordo per fissare i filtri o per l’apporto d’aria e da cinghie che possono essere regolate per assicurare la tenuta sul viso. Funziona con cartucce filtranti. Viene utilizzata in ambito professionale per la manipolazione di sostanze tossiche ed estremamente irritanti.

Il respiratore ad aria isola l'utilizzatore dall'aria ambiente e fornisce aria o gas respirabile per una respirazione sicura; protegge contro la carenza di ossigeno nell'aria e contro gli inquinanti noti e ignoti presenti nell'aria ambiente. I respiratori ad aria sono necessari quando il tasso di ossigeno nell'aria è minore del 19% o quando la concentrazione dei contaminanti è superiore ai limiti massimi di utilizzo del respiratore a filtro, quando i contaminanti hanno una soglia olfattiva maggiore del TLV; infine anche quando non si conosce la natura e/o la concentrazione dei contaminanti.

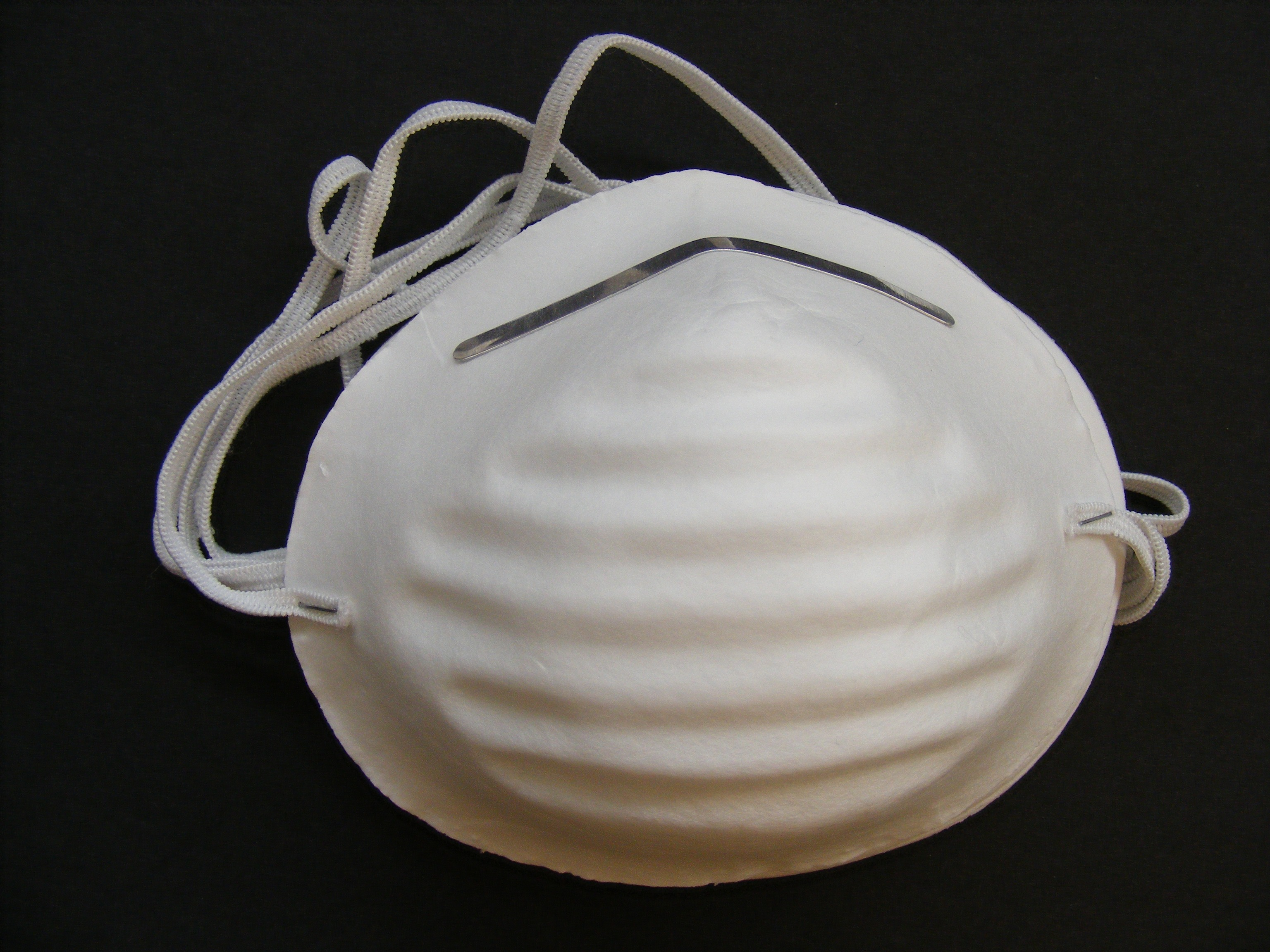
Maschera antipolvere monouso.
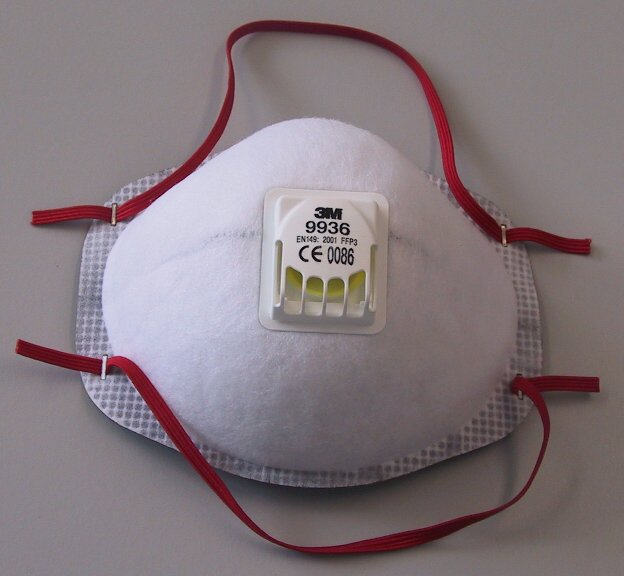
Maschera antipolvere con valvola con certificazione CE.
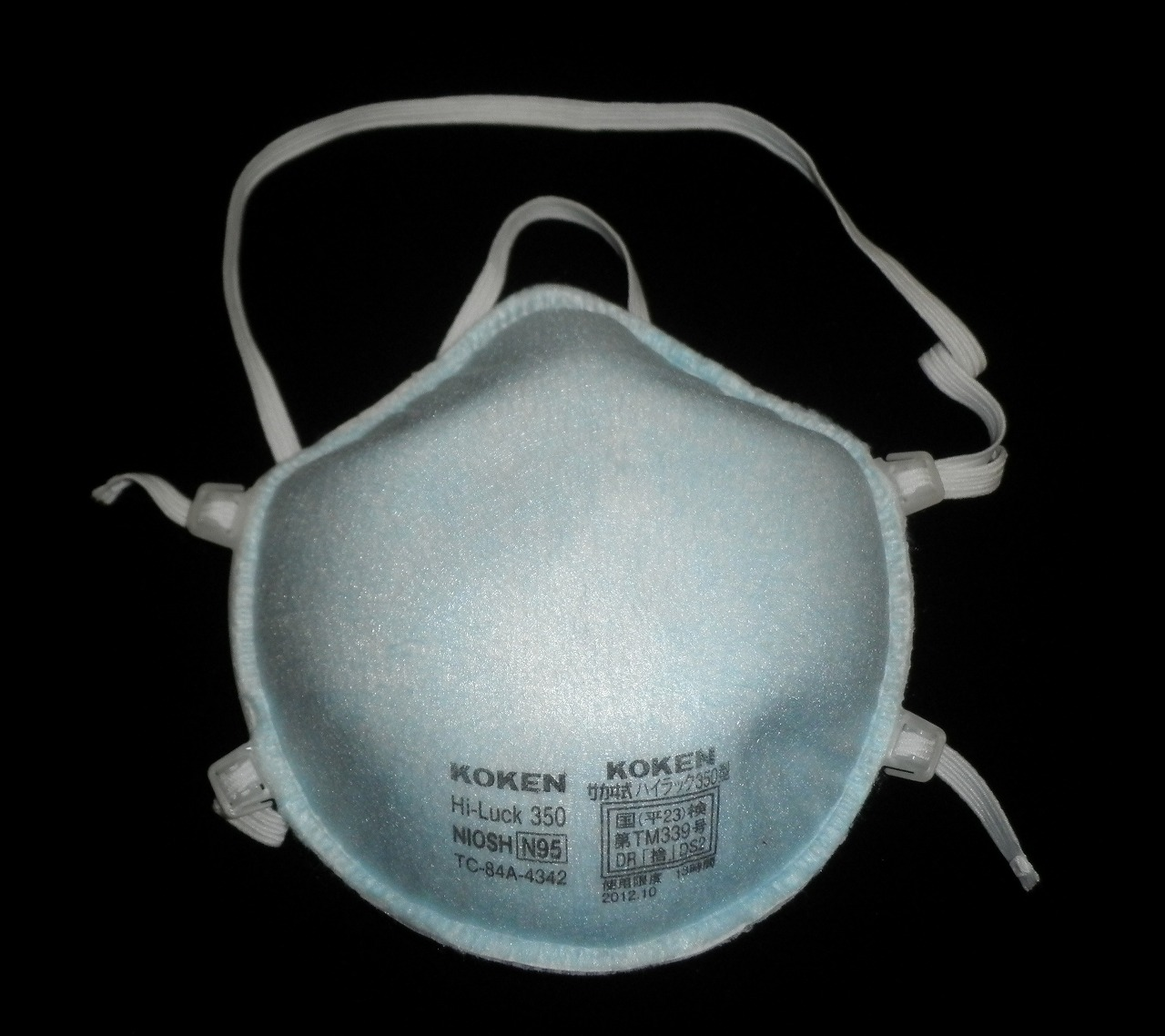
Maschera antipolvere monouso con certificazione NIOSH.
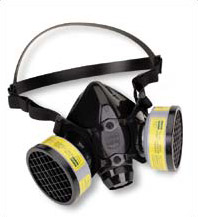
Semi-maschera facciale con filtri a cartuccia.
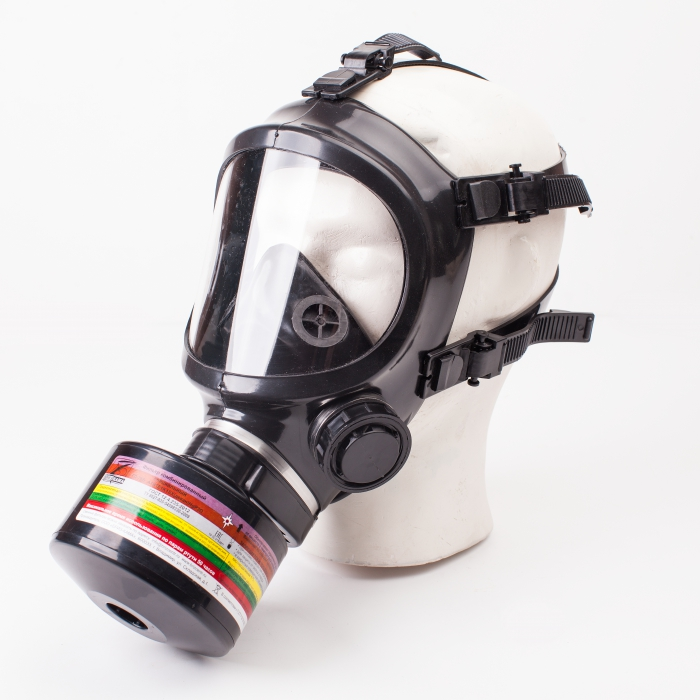
Maschera facciale completa con filtro a cartuccia.
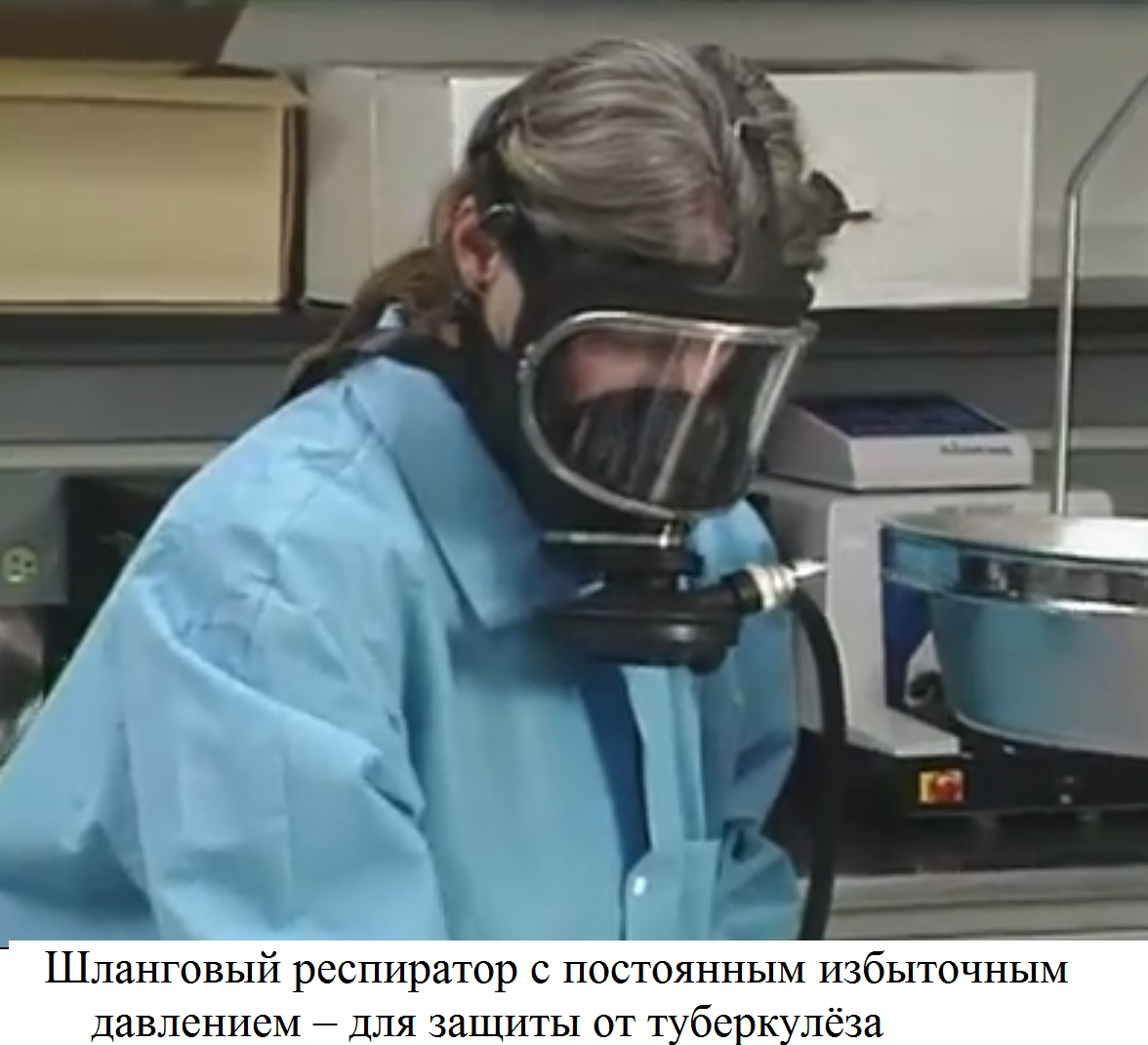
Maschera facciale completa con sistema di apporto d'aria (respiratore ad aria).

## Classificazione e contesto normativo
Le maschere dotate di cartucce possono filtrare i gas, gli aerosol e le polveri. I cosiddetti "filtri combinati" combinano le caratteristiche dei filtri antigas e antipolvere: in oltre il 70% dei casi, l’uso di un filtro combinato è indispensabile per coprire aerosol e vapori.

### Unione europea
Nell'ambito della Comunità Europea, in quanto dispositivi di protezione individuale, le maschere respiratorie destinate ad essere utilizzate in ambito lavorativo devono essere provviste di marcatura CE ai sensi del Regolamento sui dispositivi di protezione individuale, che richiede diversi obblighi per i fabbricanti, tra cui anche la redazione di apposite istruzioni per l'uso e della dichiarazione di conformità UE (salvo nel caso delle eccezioni indicate nella stessa normativa).

#### Filtri per particolato
Le norma europee EN 143 e EN 149 testano la penetrazione con aerosol di cloruro di sodio secco e olio di paraffina dopo aver conservato i respiratori o i filtri a 70 e −30 °C per 24 ore ciascuno. Gli standard includono test di resistenza meccanica, resistenza respiratoria e intasamento.
La norma europea EN 143 definisce le classi di filtri antiparticolato che filtrano le polveri, fumo, vapore, microrganismi e virus:
| Classe | Limite di penetrazione del filtro (con flusso d'aria di 95 L / min) | Particolato filtrato                                                                       |
| ------ | ------------------------------------------------------------------- | ------------------------------------------------------------------------------------------ |
| P1     | Filtra almeno l'80% delle particelle sospese nell'aria              | particelle solide senza tossicità specifica (ad esempio carbonato di calcio)               |
| P2     | Filtra almeno il 94% di particelle sospese nell'aria                | aerosol pericolosi o irritanti, solidi e/o liquidi (ad esempio silice, carbonato di sodio) |
| P3     | Filtra almeno il 99,95% di particelle sospese nell'aria             | aerosol tossici, solidi e/o liquidi (ad esempio berillio, nichel, uranio)                  |

La norma europea EN 149 definisce tre classi di "respiratori per la protezione da polveri", nella forma di semimaschere filtranti, cioè respiratori costruiti interamente o prevalentemente con materiale filtrante o un respiratore con filtro/i come parte integrante del dispositivo. Essa verifica la perdita interna tra la maschera e il viso: dieci persone eseguono 5 esercizi ciascuno e la perdita media verso l'interno, tra 8 persone, non deve superare rispettivamente il 22%, l'8% e il 2%.
| Classe | Limite di penetrazione del filtro (con flusso d'aria di 95 L / min) | Perdita verso l'interno |
| ------ | ------------------------------------------------------------------- | ----------------------- |
| FFP1   | Filtra almeno l'80% delle particelle sospese nell'aria              | <22%                    |
| FFP2   | Filtra almeno il 94% di particelle sospese nell'aria                | <8%                     |
| FFP3   | Filtra almeno il 99% delle particelle sospese nell'aria             | <2%                     |

La norma EN149:2001 differisce dalla EN149:1991 perché sancisce che tutti i prodotti testati devono fornire protezione da solidi e nebbie a base acquosa e organica, mentre in quella del 1991 i respiratori potevano essere testati contro solidi solamente o contro solidi e nebbie contemporaneamente.

#### Filtri per gas e vapori
I filtri per gas, secondo la norma EN 141:1991, sono classificati in base al tipo specifico di gas che rimuovono, e vengono indicati con una o più lettere e un codice colore.
| Gas filtrati                                                        | Lettera | Colore filtro  |
| ------------------------------------------------------------------- | ------- | -------------- |
| gas e vapori organici con un punto di ebollizione superiore a 65 °C | A       | marrone        |
| gas e vapori organici con un punto di ebollizione inferiore a 65 °C | AX      | marrone        |
| gas e vapori inorganici (eccetto CO)                                | B       | grigio         |
| anidride solforosa e gas e vapori acidi                             | E       | giallo         |
| ammoniaca e derivati amminoorganici                                 | K       | verde          |
| mercurio                                                            | Hg-P3   | Rosso / Bianco |
| ossidi di azoto                                                     | NO-P3   | Blu / Bianco   |

Il livello di efficacia dei filtri di casse A, B e K dipende dalla capacità di filtrazione:
- classe 1 : bassa capacità, fino a 1000 ppm
- classe 2 : media capacità, fino a 5000 ppm
- classe 3 : alta capacità, fino a 10000 ppm

I filtri SX sono destinati a specifici composti (gas e vapori esclusi ossidi di azoto, mercurio e monossido di carbonio), e la classificazione unisce tipo e classe nella sigla SX. I filtri SX sono identificati con il codice a colori viola.

### Stati Uniti
Negli Stati Uniti, l'Istituto nazionale per la sicurezza e la salute sul lavoro ha definito le seguenti categorie di filtri antiparticolato nel 2011:
| Resistenza all'olio     | Classe | Descrizione                                                |
| ----------------------- | ------ | ---------------------------------------------------------- |
| Non resistente agli oli | N95    | Filtra almeno il 95% delle particelle sospese nell'aria    |
| Non resistente agli oli | N99    | Filtra almeno il 99% delle particelle sospese nell'aria    |
| Non resistente agli oli | N100   | Filtra almeno il 99,97% delle particelle sospese nell'aria |
| Resistente agli oli     | R95    | Filtra almeno il 95% delle particelle sospese nell'aria    |
| Resistente agli oli     | R99    | Filtra almeno il 99% delle particelle sospese nell'aria    |
| Resistente agli oli     | R100   | Filtra almeno il 99,97% delle particelle sospese nell'aria |
| Impermeabile agli oli   | P95    | Filtra almeno il 95% delle particelle sospese nell'aria    |
| Impermeabile agli oli   | P99    | Filtra almeno il 99% delle particelle sospese nell'aria    |
| Impermeabile agli oli   | P100   | Filtra almeno il 99,97% delle particelle sospese nell'aria |